# Handianus petrophilus
Handianus petrophilus är en insektsart som beskrevs av Vilbaste 1980. Handianus petrophilus ingår i släktet Handianus och familjen dvärgstritar. Inga underarter finns listade i Catalogue of Life.